# Gabriel Mascaro

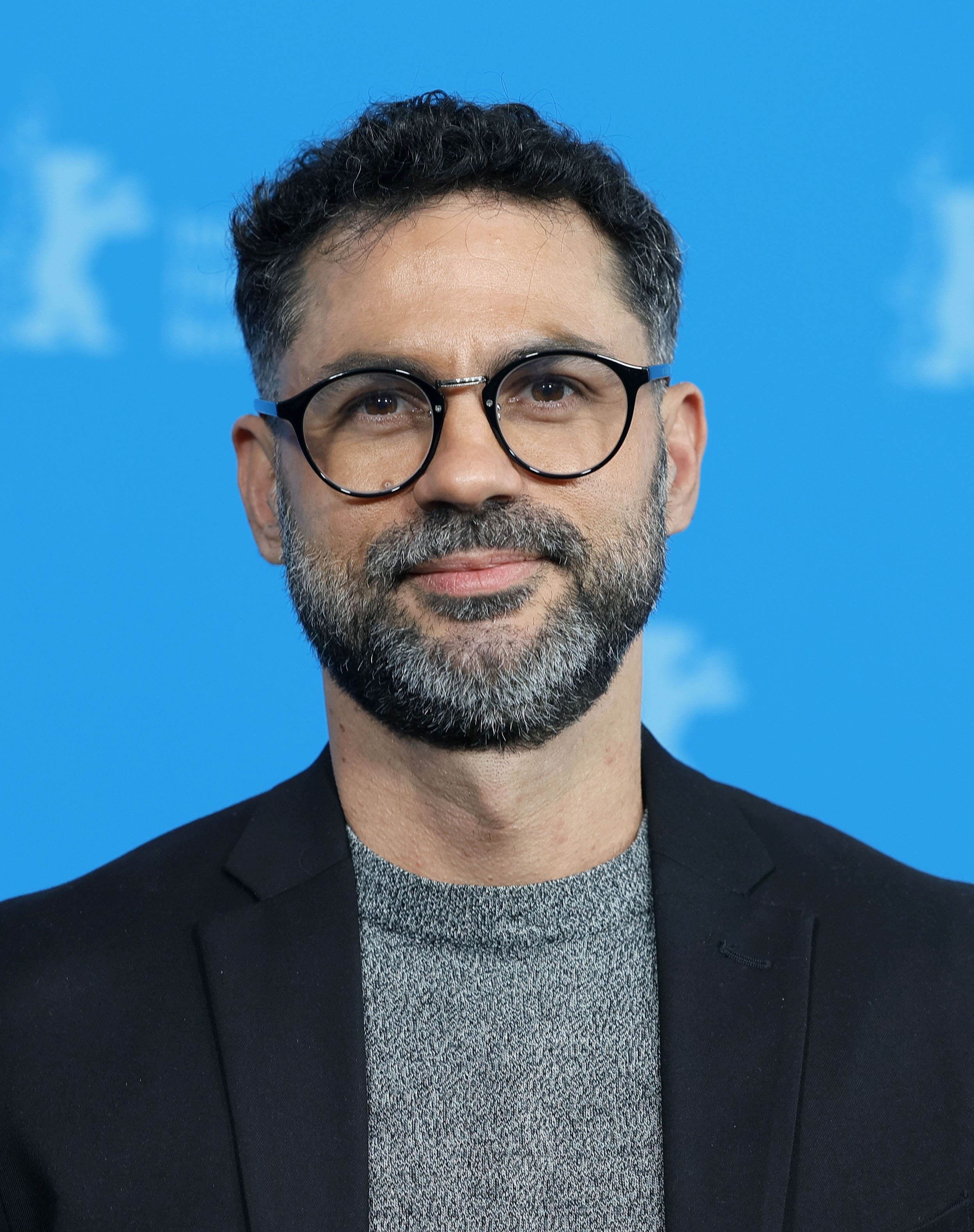
Gabriel Mascaro während der Berlinale (2025)

Gabriel Mascaro (* 24. September 1983 in Recife, Brasilien) ist ein brasilianischer Filmregisseur.

## Leben
Mascaro wurde am 24. September 1983 in Recife geboren. Er studierte Kommunikationswissenschaften an der Universidade Federal de Pernambuco und ist Mitglied der unabhängigen Produktionsfirma Símio Filmes und DESVIA. Seine ersten Werke sind The Beatle KFZ-1348 und Um Lugar ao Sol, seine erste Eigenproduktion, aus den Jahren 2008 und 2009. Um Lugar ao Sol wurde dabei auf mehr als 40 internationalen Filmfestivals gezeigt (u. a. in Los Angeles, Miami, CPH:Dox, Cartagena, Visions du Réel, Filmfest München, BAFICI, InDieLisboa, Bratislava und Toulouse) und erhielt Kritiken im Variety Magazine sowie Cahiers du Cinema. 2010 veröffentlichte er die Produktionen As Aventuras de Paulo Bruscky sowie Avenida Brasília Formosa, der auf dem Rotterdam Film Festival im Februar 2010 uraufgeführt wurde. 2013 veröffentlichte er A Onda Traz, O Vento Leva, welcher in Deutschland bei den Internationalen Kurzfilmtagen in Oberhausen Premiere feierte.
Mascaro gab außerdem Video-Workshops für indigene Gemeinschaften in Brasilien als Teil seiner Arbeit als Mitarbeiter der NGO Video in the Villages.
2025 wurde sein Spielfilm Das tiefste Blau auf der 75. Berlinale uraufgeführt. Der Film wurde des Weiteren für den Hauptwettbewerb um den Goldenen Bären nominiert.

## Filmografie
- 2008: The Beatle KFZ-1348
- 2009: Um Lugar ao Sol
- 2010: Avenida Brasília Formosa
- 2010: As Aventuras de Paulo Bruscky
- 2012: Doméstica
- 2013: A Onda Traz, O Vento Leva
- 2014: Ventos de Agosto
- 2014: Sete Corações
- 2015: Boi Neon
- 2019: Divino Amor
- 2025: Das tiefste Blau (O último azul)